# SolVin-Bretzel
SolVin-Bretzel ist eine Forschungsstation zur Erkundung der tropischen Regenwälder, die im Rahmen des Global Canopy Programme (GCP) der Vereinten Nationen entwickelt wurde. Sie soll dazu dienen, die Baumkronen der Regenwälder genauer unter die Lupe zu nehmen, in welchen sich noch Abertausende von unbekannten Pflanzen- und Tierarten befinden. Man erhofft sich neue Kenntnisse über das Ökosystem und neue Heilmittel aus bislang unbekannten Pflanzen.
Der Name nimmt Bezug auf die einer erweiterten Brezel ähnelnde Form der Konstruktion.

## Aufbau
Die Konstruktion besteht aus aufblasbaren tragenden PVC-Teilen, zwischen die ein Netz gespannt ist. Das widerstandsfähige Netz stellt den Boden des Beobachtungsstands dar. Durch die 500 Kilogramm schwere, brezelförmige Station wird eine 400 m² große Fläche gebildet. Sie ist stabil und gleichzeitig sehr leicht.

Diese Station kann von Hubschraubern auf die Baumkronen herabgelassen werden, ohne das dortige Ökosystem zu beeinträchtigen.